# Belgian Open
Belgian Open byl ženský tenisový turnaj profesionálního okruhu WTA Tour, který se konal v letech 1987–2001. Mezi roky 1990–1991 a 1994–1998 se neuskutečnil. Hrál se na otevřených antukových dvorcích postupně v několika belgických dějištích. Premiérový ročník proběhl v Knokke a poslední tři roky pak v Antverpách. Mezi roky 2000–2001 byla událost sponzorována nizozemským oděvním řetězcem Mexx a přejmenována na Benelux Open. Od sezóny 2002 došlo k jejímu nahrazení antverpským turnajem Proximus Diamond Games.
Turnaj prošel dvěma výkonnostními kategoriemi. V letech 1988–1989 a 1992–2001 byl součástí WTA Tier V. V letech 1993, 1999 a 2000 postoupil do WTA Tier IV. Účastnilo se jej třicet dva tenistek ve dvouhře a šestnáct párů ve čtyřhře. V období 1987–1989 a roku 2001 probíhal v červenci. V dalších ročnících se obdobím konání stal květen.
Dvouhru vyhrála jediná Belgičanka, a to v roce 1999 šestnáctiletá Justine Heninová. Po triumfu Tracy Austinové v Portlandu 1977 se stala druhou tenistkou na okruhu WTA Tour, která vyhrála turnaj již při prvním startu v hlavní soutěži. Ve čtyřhře získaly titul tři belgické hráčky – Sabine Appelmansová, Kim Clijstersová a Els Callensová.

## Dějiště konání
- 1987: Knokke
- 1988–1989: Brusel
- 1992: Waregem
- 1993: Lutych
- 1999–2001: Antverpy

## Přehled finále

### Dvouhra
| Rok  | vítězka                   | finalistka                   | výsledek          |
| ---- | ------------------------- | ---------------------------- | ----------------- |
| 1987 | Kathleen Horvathová       | Bettina Bungeová             | 6–1, 7–6          |
| 1988 | Arantxa Sánchez Vicariová | Raffaella Reggiová           | 6–0, 7–5          |
| 1989 | Radka Zrubáková           | Mercedes Pazová              | 7–6, 6–4          |
| 1990 | turnaj se nekonal         | turnaj se nekonal            | turnaj se nekonal |
| 1991 | turnaj se nekonal         | turnaj se nekonal            | turnaj se nekonal |
| 1992 | Wiltrud Probstová         | Meike Babelová               | 6–2, 6–3          |
| 1993 | Radka Bobková             | Karin Kschwendtová           | 6–3, 4–6, 6–2     |
| 1994 | turnaj se nekonal         | turnaj se nekonal            | turnaj se nekonal |
| 1998 | turnaj se nekonal         | turnaj se nekonal            | turnaj se nekonal |
| 1999 | Justine Heninová          | Sarah Pitkowská              | 6–1, 6–2          |
| 2000 | Amanda Coetzerová         | Cristina Torrensová Valerová | 4–6, 6–2, 6–3     |
| 2001 | Barbara Rittnerová        | Klára Zakopalová             | 6–3, 6–2          |

### Čtyřhra
| Rok  | vítězky                                   | finalistky                               | výsledek          |
| ---- | ----------------------------------------- | ---------------------------------------- | ----------------- |
| 1987 | Bettina Bungeová Manuela Malejevová       | Kathleen Horvathová Marcella Meskerová   | 4–6, 6–4, 6–4     |
| 1988 | Mercedes Pazová Tine Scheuerová-Larsenová | Katerina Malejevová Raffaella Reggiová   | 7–6, 6–1          |
| 1989 | Manon Bollegrafová Mercedes Pazová        | Carin Bakkumová Simone Schilderová       | 6–1, 6–2          |
| 1990 | turnaj se nekonal                         | turnaj se nekonal                        | turnaj se nekonal |
| 1991 | turnaj se nekonal                         | turnaj se nekonal                        | turnaj se nekonal |
| 1992 | Manon Bollegrafová Caroline Visová        | Jelena Brjuchovecovová Petra Langrová    | 6–4, 6–3          |
| 1993 | Radka Bobková María José Gaidanová        | Ann Devriesová Dominique Monamiová       | 6–4, 2–6, 7–6     |
| 1994 | turnaj se nekonal                         | turnaj se nekonal                        | turnaj se nekonal |
| 1998 | turnaj se nekonal                         | turnaj se nekonal                        | turnaj se nekonal |
| 1999 | Laura Golarsaová Katarina Srebotniková    | Louise Plemingová Meghann Shaughnessyová | 6–4, 6–2          |
| 2000 | Sabine Appelmansová Kim Clijstersová      | Jennifer Hopkinsová Petra Rampreová      | 6–1, 6–1          |
| 2001 | Els Callensová Virginia Ruano Pascualová  | Kristie Boogertová Miriam Oremansová     | 6–3, 3–6, 6–4     |